# 鈴木知幸
鈴木 知幸（すずき ともゆき、1948年5月18日 - ）は、順天堂大学スポーツ健康科学部客員教授（2015年現在）。研究はスポーツ行政論。

## 来歴
三重県出身。1972年に東京学芸大学保健体育科を卒業後、渋谷区立代々木中学校教諭、小笠原村立小笠原中学校教諭を務める。
1984年に東京都教育庁社会教育主事に任用替え。1997年には主任社会教育主事（副参事）。2004年時点では駒沢オリンピック公園総合運動場副所長（局務担当課長）に就いていた。
味の素スタジアム（東京都が所有）の建設にも携わった。
国際武道大学や順天堂大学（非常勤講師を経て2015年現在は客員教授）などで、教員を務める。

## 組織役職
- NPO法人スポーツ支援首都圏ネットワーク 事務局長[4]
- 狛江市スポーツ振興審議会 委員[4]
- （財）日本レクリエーション協会 生涯スポーツ推進委員[4]
- （財）日本スポーツクラブ協会 専門委員[4]
- 2016年東京オリンピック招致準備担当課長[6][9]
- 日本スポーツ法学会 理事（2016年現在[10]）[11][12]